# Krzemienica (Czarna)
Krzemienica ist eine Ortschaft mit einem Schulzenamt der Gemeinde Czarna im Powiat Łańcucki der Woiwodschaft Karpatenvorland in Polen.

## Geographie
Der Ort liegt im Rzeszów-Vorgebirge – dem südlichsten Teil des Sandomirer Beckens – an einem Zufluss des Wisłok, etwa 12 Kilometer östlich von Rzeszów.
Nachbarorte sind die Stadt Łańcut im Osten, Kraczkowa im Süden, Palkówka und Strażów im Westen sowie der Gemeindesitz Czarna im Norden.

## Geschichte
Im späten 14. Jahrhundert entstand um die Stadt Łańcut eine geschlossene deutsche Sprachinsel (später Walddeutsche genannt, die bis zum 18. Jahrhundert polnischsprachig wurden), von etwa zehn Dörfern, darunter auch das Dorf Krzemienica, das traditionell als ihre älteste Siedlung gilt. Nach der Tradition aus dem 17. Jahrhundert wurde es schon im Jahr 1349 gegründet, aber wurde erst am 23. November 1381 (im Lokationsdokument des Dorfes Langyn Aw, später Husów), als Crzemienica erstmals urkundlich erwähnt. Das Dokument erwähnt auch den Schultheiß von Krzemienica, Hanus Stachar. Der Name des Dorfes ist polnischer Herkunft (Appellativ krzemienica – [Fluss mit] Steinboden),  was zumindest von einer älteren örtlichen Namensherkunft zeugt. Vielleicht wurde es früher im polnisch-ruthenischen Konflikt entvölkert. Krzemienica wurde auch im Jahr 1384 als das erste Dorf (und in der Mutmaßung das älteste) im Dokument der Zehntverleihung im Gebiet von Łańcut erwähnt.
Im Jahr 1492 wurde die erste Sankt-Jakobs-Holzkirche errichtet.
Mindestens bis zum 16. Jahrhundert wurde im Ort noch deutsch gesprochen (die deutschsprachigen Schöffenbücher).
Die Grundherren des Dorfs, die Adelsfamilie Pilecki (die Nachkommen von Otto von Pilcza), führten im 16. Jahrhundert in der katholischen Ortskirche den Calvinismus ein. Die Gegenreformation folgte mit Marcin Stadnicki, der zur katholischen Kirche etwa im Jahr 1585 übertrat. Im Jahr 1610 wurde sein Sohn dort getötet und das Dorf befand sich im Besitz der Familie Lubomirski.
Bei der Ersten Teilung Polens kam Krzemienica 1772 zum neuen Königreich Galizien und Lodomerien des habsburgischen Kaiserreichs (ab 1804). Nach der Aufhebung der Patrimonialherrschaften bildete es ab 1850 eine Gemeinde im Bezirk Łańcut.
1918, nach dem Ende des Ersten Weltkriegs und dem Zusammenbruch der k.u.k. Monarchie, kam der Ort zu Polen. Unterbrochen wurde dies nur durch die Besetzung Polens durch die Wehrmacht im Zweiten Weltkrieg.
Von 1975 bis 1998 gehörte Krzemienica zur Woiwodschaft Rzeszów.

## Sehenswürdigkeiten

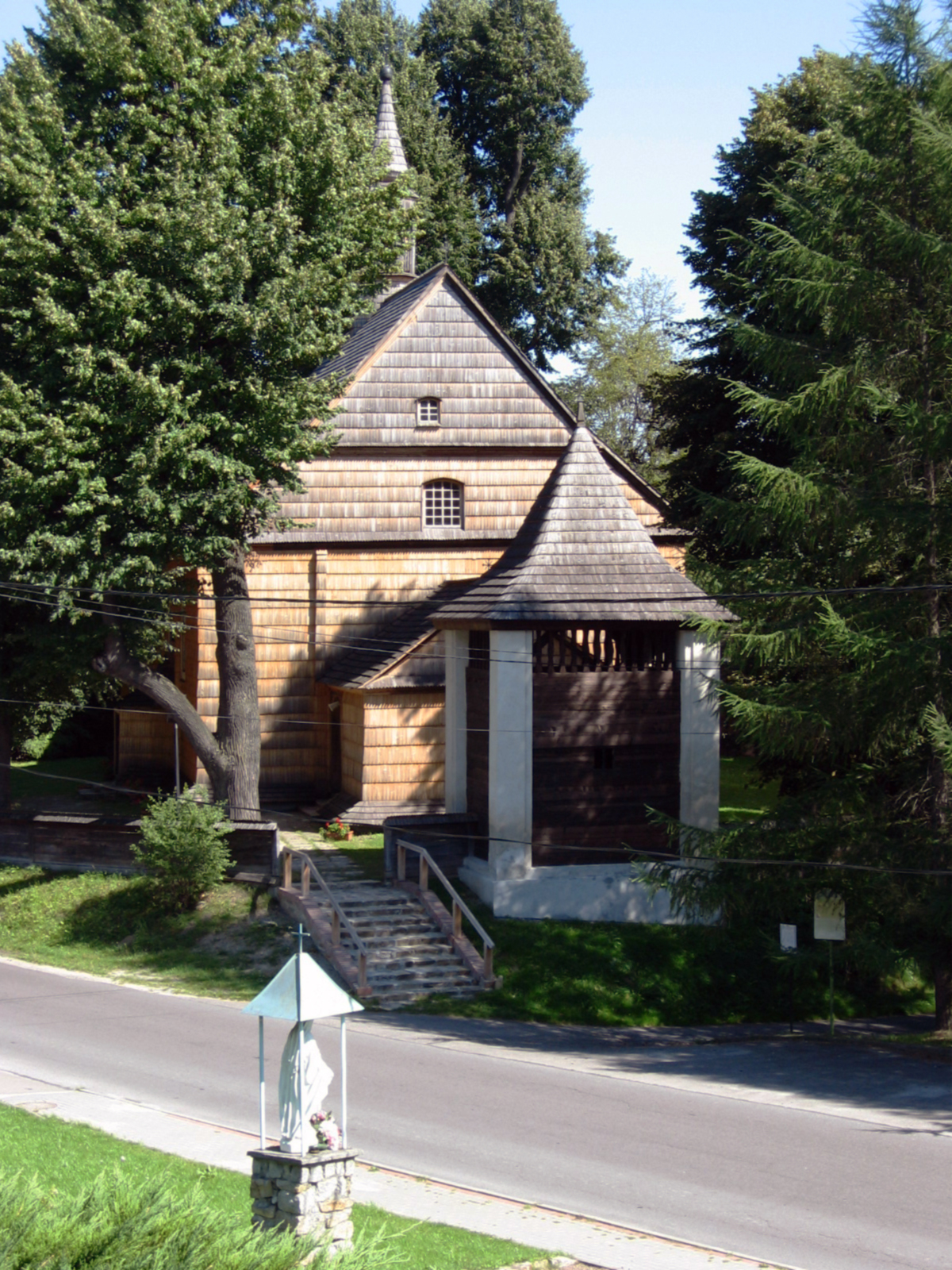
Holzkirche

- Alte Sankt-Jakobs-Holzkirche (1750)